# Aloysius Stepinac
Blahoslavený Aloysius Viktor Stepinac (chorvatsky Alojzije Viktor Stepinac, 8. května 1898, Brezarić u obce Krašić, Království chorvatsko-slavonské, Rakousko-Uhersko – 10. února 1960, SFRJ) byl chorvatský kardinál a v letech 1937 až 1960 arcibiskup záhřebský. V říjnu 1998 byl prohlášen za mučedníka a papežem sv. Janem Pavlem II. beatifikován. Připomínka připadá na 10. února.
Jeho případ je však poněkud kontroverzní, neboť byl rovněž kritizován za údajnou kolaboraci s fašisty během druhé světové války.

## Život
Narodil se jako páté z osmi dětí v rodině rolníka. Během 1. světové války sloužil na italské frontě. V červenci 1918 byl Italy zajat a pět měsíců držen jako válečný zajatec. Po válce se zapsal na fakultu agronomie na univerzitě v Záhřebu, ale po jednom semestru ji opustil a vrátil se domů pomáhat otci. Patřil k chorvatským Sokolům, a v roce 1922 tak s touto organizací cestoval na katolický Sokolský slet do Brna.
V roce 1924 odjel do Říma studovat teologii na koleji Germanicum. Na kněze byl vysvěcen 26. října 1930. V roce 1934 byl jmenován biskupem koadjutorem záhřebské diecéze, za další tři roky se tak stal arcibiskupem, ač mu ještě nebylo ani 40 let.
Za druhé světové války, v dubnu 1941, Stepinac nejdříve vítal ustašovské vůdce a nezávislé Chorvatsko. Již rok nato ale fašistické pronásledování Židů a Srbů odsuzoval a napomáhal jim k útěku.
Po skončení války byl obviněn z válečných zločinů a kolaborace. Ačkoli byl odsouzen, v důsledku zahraničního i domácího nátlaku byl propuštěn do domácího vězení. V roce 1952 ho papež Pius XII. jmenoval kardinálem.
Zemřel v roce 1960. Objevily se sice spekulace, že byl otráven, při ohledání jeho ostatků v roce 1993 však odborníci zjistili, že příčinou smrti mohla být trombóza.

## Odkazy

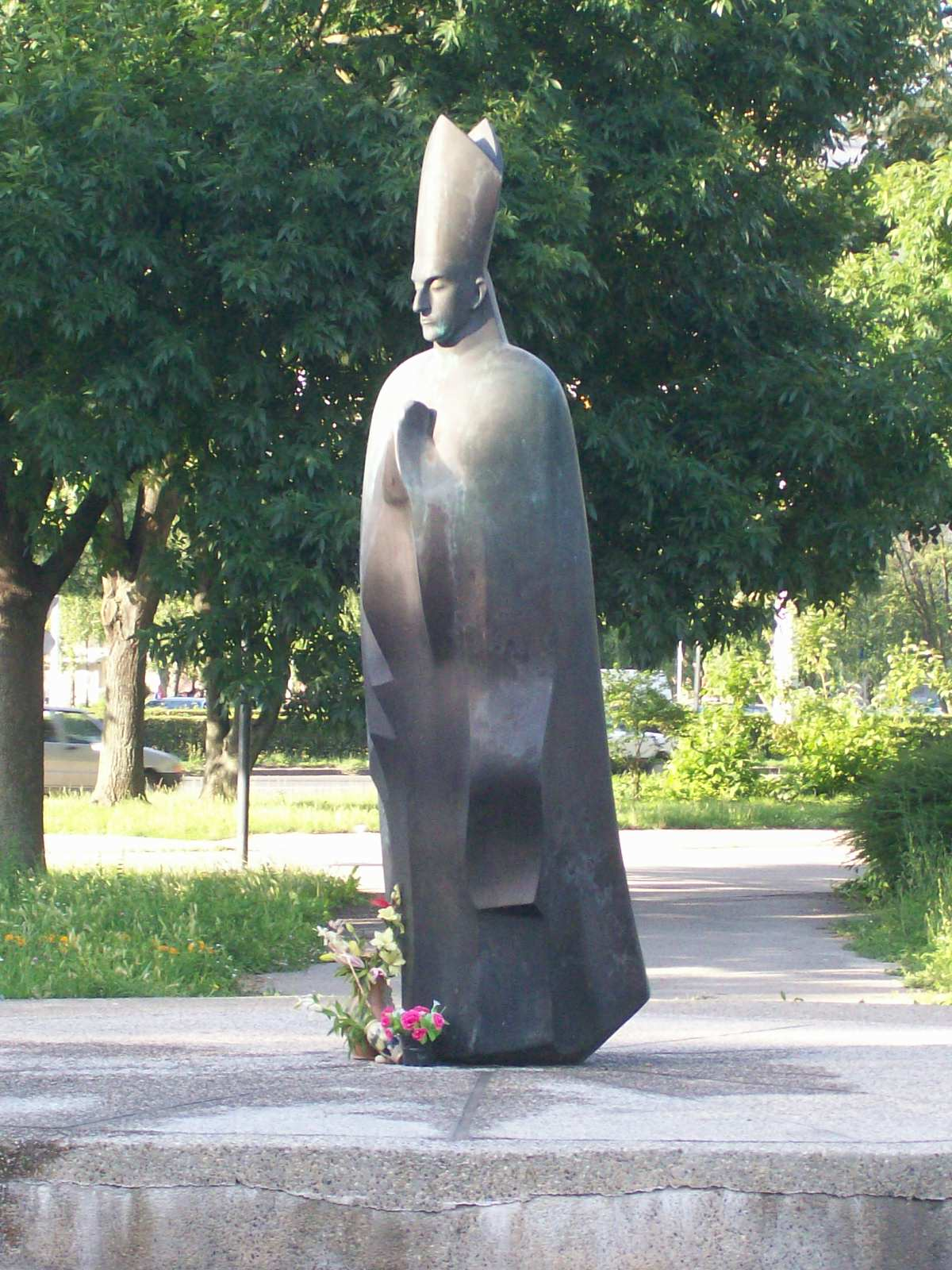
Socha bl. Aloysiuse Stepinace v Záhřebu

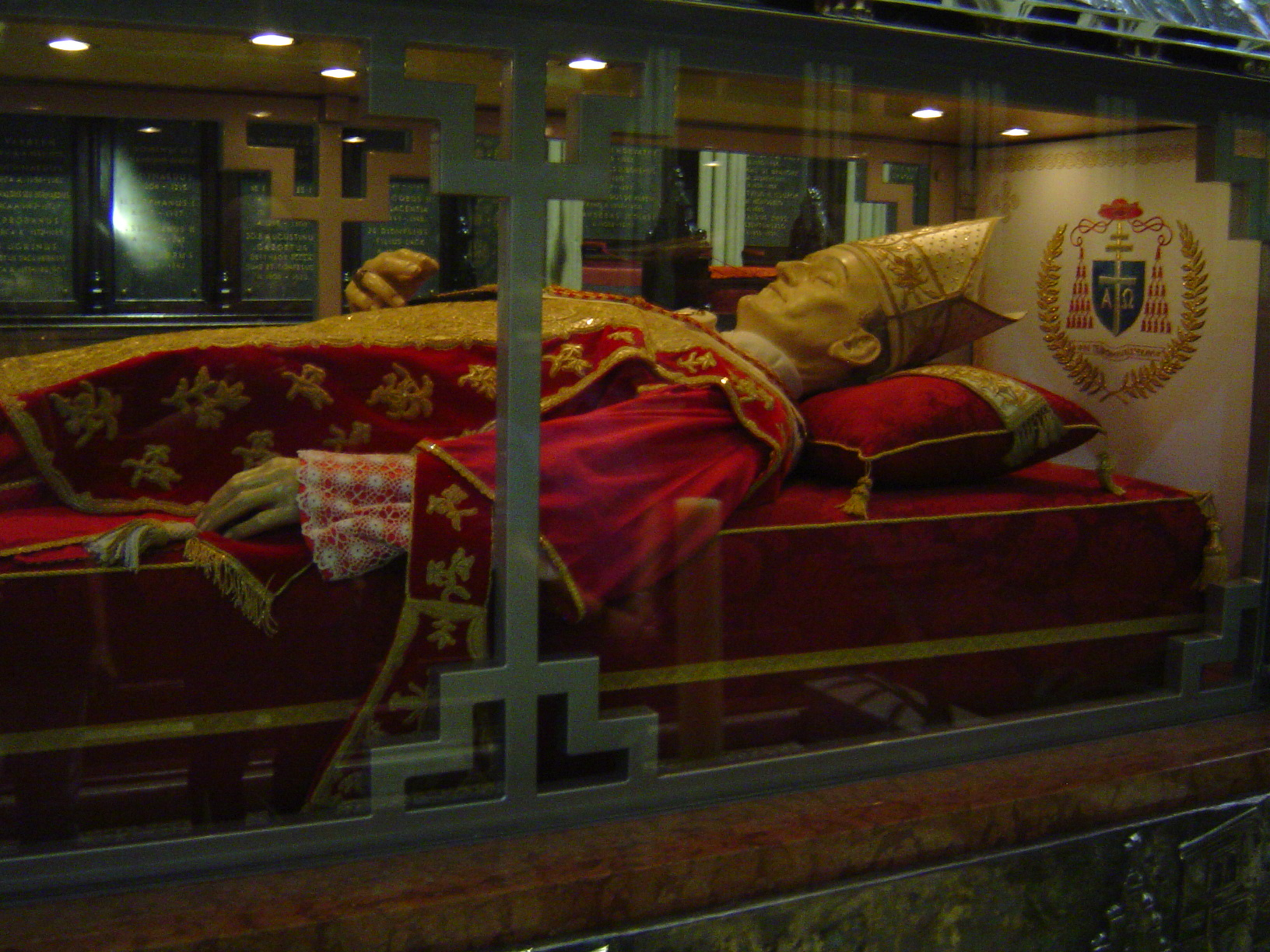
Hrobka bl. Aloysiuse Stepinace v katedrála Nanebevzetí Panny Marie, svatého Štěpána a svatého Ladislava v Záhřebu